# ولیمیر نائوموویچ
ولیمیر نائوموویچ (انگلیسی: Velimir Naumović؛ ۱۹ مارس ۱۹۳۶ – ۱۹ دسامبر ۲۰۱۱) بازیکن سابق یوگسلاو و مربی فوتبال اهل صربستان بود.
از باشگاه‌هایی که در آن بازی کرده‌است می‌توان به باشگاه فوتبال رن، باشگاه فوتبال ستاره سرخ بلگراد، باشگاه فوتبال رییکا، و باشگاه فوتبال استاندارد لیژ اشاره کرد.
وی همچنین در تیم ملی فوتبال یوگسلاوی بازی کرده‌است.